# Благодать (Дмитровський міський округ)
Благода́ть (рос. Благодать) — присілок у складі Дмитровського міського округу Московської області, Росія.

## Населення
Населення — 1 особа (2010; 0 у 2002).